# Poul Nielsen
Niels Poul „Tist“ Nielsen (* 25. Dezember 1891 in Kopenhagen; † 9. August 1962 ebenda) war ein dänischer Fußballspieler. Mit 52 Toren in nur 38 Länderspielen hat er noch immer die höchste Torquote aller Länderspieltorschützen mit 50 oder mehr Treffern und ist auch einer der erfolgreichsten dänischen Nationaltorschützen. Mit der Nationalelf gewann er 1912 bei den Olympischen Spielen die Silbermedaille. Seinem Verein Kjøbenhavns Boldklub blieb er in seiner gesamten Karriere treu.

## Biografie
Seine Fußballkarriere startete Poul Nielsen bei KB. Am 5. Mai 1910 gab er sein Debüt im Nationalteam. Damals war er mit 18 Jahren und 131 Tagen der jüngste Spieler, der jemals im Nationalteam gespielt hat. Dieser Rekord wurde 8 Jahre später von Valdemar Laursen gebrochen.
Bei den Olympischen Spielen 1912 gehörte Nielsen zwar zum Kader, wurde aber nur beim 4:1-Sieg gegen die Niederlande eingesetzt. Bei diesem Sieg konnte er sich in seinem dritten Spiel auch das erste Mal in die Torschützenliste eintragen. Nach dem olympischen Turnier entwickelte er sich dann zur Stammkraft im Team und konnte in den darauf folgenden 9 Spielen 22 Treffer erzielen.
Mit KB wurde Nielsen 1913, 1914, 1917, 1918, 1922 und 1925 Meister. Seine Nationalteamkarriere endete 1925. Von seinen 52 Toren erzielte er 26 gegen die norwegische und 15 gegen die schwedische Fußballnationalmannschaft (gegen die Schweden erzielte er bei einem 10:0-Sieg gleich 6 Tore). Er ist der erste Spieler, dem gegen Deutschland vier Tore in einem Spiel gelangen: Am 26. Oktober 1913 erzielte er in der 5., 7., 42. und 87. Minute die Tore zum 4:1-Sieg.
Sein Rekord von 52 Toren für Dänemark wurde von Jon Dahl Tomasson am 24. Juni 2010 im WM-Spiel gegen Japan eingestellt.
70-jährig starb Poul Nielsen am 9. August 1962 in Kopenhagen.